# Dürmentingen
Dürmentingen är en kommun i Landkreis Biberach i det tyska förbundslandet Baden-Württemberg. Kommunen består av ortsdelarna (tyska Ortsteile) Dürmentingen, Hailtingen, Heudorf och Burgau. Folkmängden uppgår till cirka 2 700 invånare, på en yta av 24,12 kvadratkilometer.
Kommunen ingår i kommunalförbundet Riedlingen tillsammans med staden Riedlingen och kommunerna Altheim, Ertingen, Langenenslingen, Unlingen och Uttenweiler.

## Geografi
Kommunen Dürmentingen ligger i den västra delen av distriktet Landkreis Biberach i närheten av staden Riedlingen och berget Bussen. Ortsdelarna Dürmentingen, Burgau och Hailtingen ligger vid ån Kanzach, som är en liten biflod av Donau. Ortsdelen Heudorf ligger på en höjd väster om ån Kanzach.

## Historia
Ortsdelen Dürmentingen nämns först i ett dokument 961. Den hela kommunen drabbades hårt av trettioåriga kriget (1618-1648), en stor del av befolkningen avled. 1655 och 1747 fanns det häxjakter. 1806 blev Dürmentingen en del av Kungariket Württemberg. Från 1938 till 1972 hörde kommunen till distriktet Landkreis Saulgau, sedan 1 januari 1973 till Landkreis Biberach.
Ortsdelen Hailtingen nämns först i ett dokument 1275. 1974 blev den tidigare självständiga kommunen Hailtingen en del av kommunen Dürmentingen.
Ortsdelen Heudorf nämns först i ett dokument mellan 1300 och 1355. 1974 blev den tidigare självständiga kommunen Heudorf en del av kommunen Dürmentingen.
Ortsdelen Burgau var efter 1850 delad. En del hörde till Kungariket Württemberg och var en ortsdel av kommunen Heudorf, den andra delen hörde till provinsen Hohenzollern och var en självständig kommun. Den württembergska delen blev 1934 en del av kommunen Dürmentingen, den hohenzollerska delen 1969.

## Befolkningsutveckling
| Befolkningsutvecklingen i Dürmentingen 1975–2015 | Befolkningsutvecklingen i Dürmentingen 1975–2015 | Befolkningsutvecklingen i Dürmentingen 1975–2015 | Befolkningsutvecklingen i Dürmentingen 1975–2015 | Befolkningsutvecklingen i Dürmentingen 1975–2015 |
| ------------------------------------------------ | ------------------------------------------------ | ------------------------------------------------ | ------------------------------------------------ | ------------------------------------------------ |
|                                                  |                                                  |                                                  |                                                  |                                                  |
| År                                               |                                                  |                                                  | Folkmängd                                        | Areal (ha)                                       |
| 1975                                             | 1975                                             |                                                  | 2 282                                            | 2 408                                            |
| 1980                                             | 1980                                             |                                                  | 2 267                                            |                                                  |
| 1985                                             | 1985                                             |                                                  | 2 236                                            |                                                  |
| 1990                                             | 1990                                             |                                                  | 2 207                                            |                                                  |
| 1995                                             | 1995                                             |                                                  | 2 446                                            |                                                  |
| 2000                                             | 2000                                             |                                                  | 2 551                                            | 2 409                                            |
| 2005                                             | 2005                                             |                                                  | 2 597                                            |                                                  |
| 2010                                             | 2010                                             |                                                  | 2 587                                            |                                                  |
| 2015                                             | 2015                                             |                                                  | 2 619                                            |                                                  |
|                                                  |                                                  |                                                  |                                                  |                                                  |

## Bilder

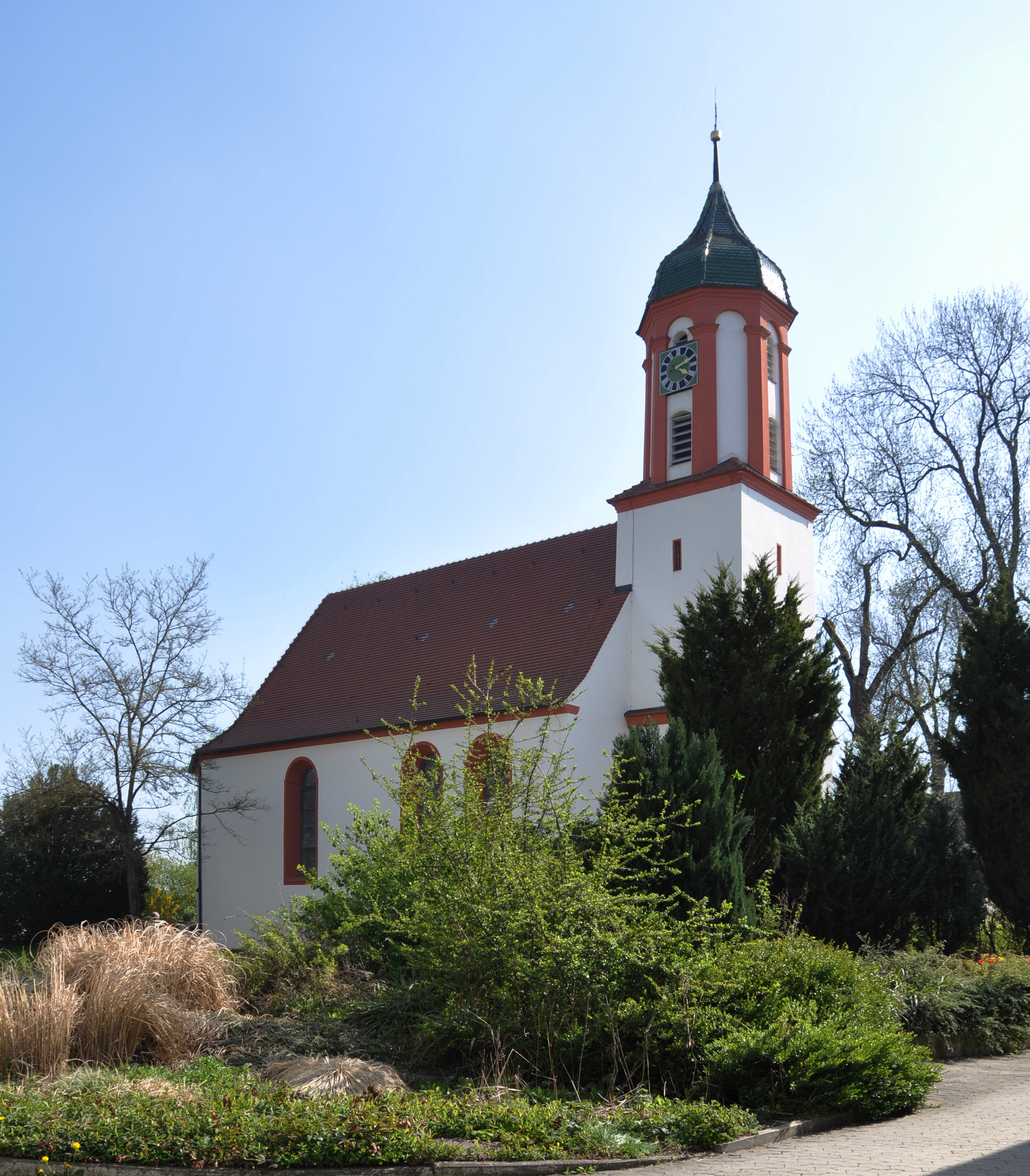
Kyrkan Sankt Oswald i Heudorf.
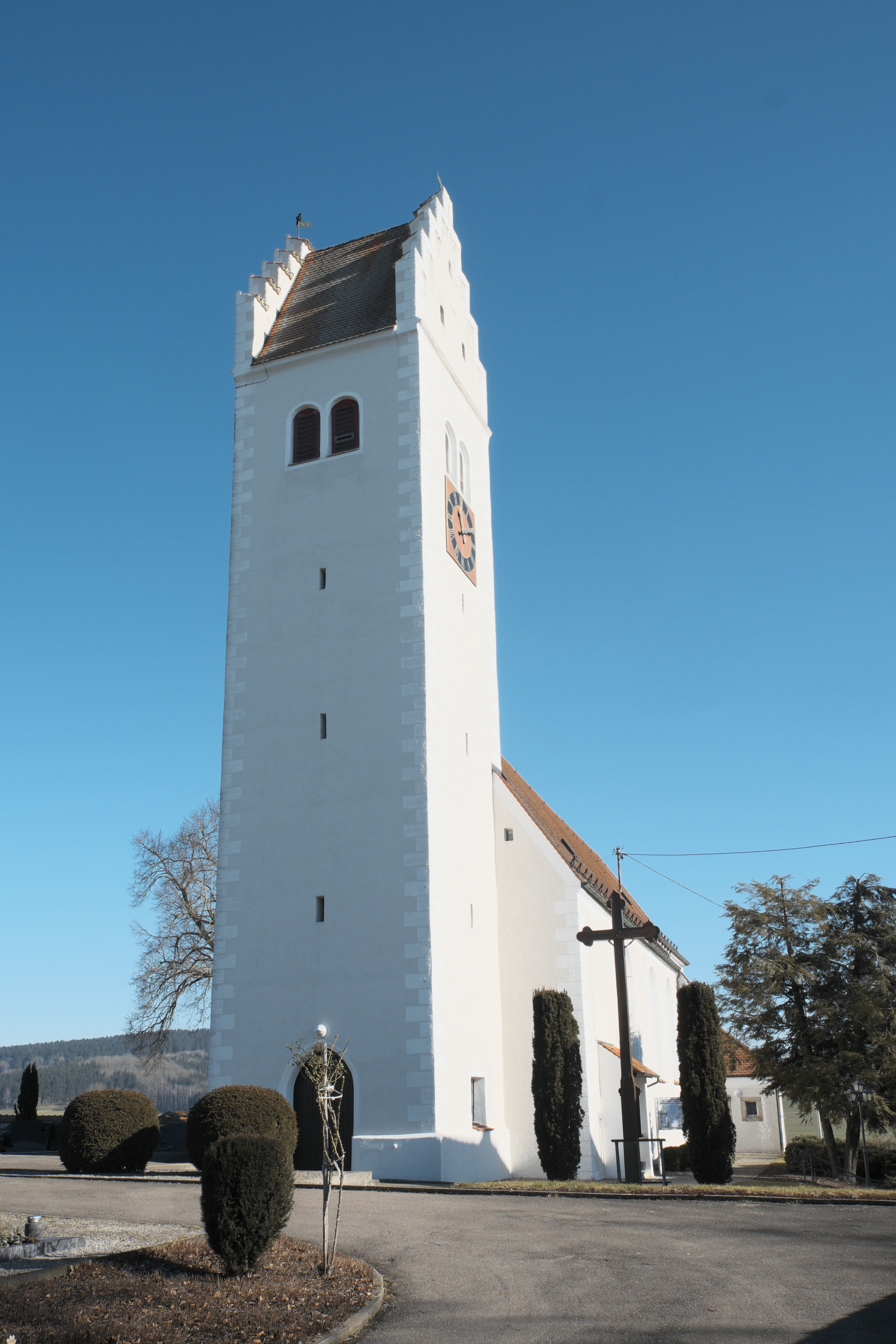
Kyrkan Sankt Georg i Hailtingen.